# Chimney Rock National Historic Site
Chimney Rock National Historic Site ist ein markanter Felsen in Nebraska (USA), der seit 1956 als National Historic Site ausgewiesen ist. Er befindet sich ca. 25 km südöstlich von Scotts Bluff National Monument in der Nähe von Bayard am Südufer des North Platte River. Geologisch handelt es sich um einen Zeugenberg, der bei der Erosion einer Klippe  aus Sandstein erhalten blieb, weil er durch härteren Kalkstein geschützt wurde. Die Felsformation hat eine Höhe von ca. 99 Metern (325 ft.), ca. 37 Meter (120 ft.) davon entfallen auf die Spitze.
Die Oglala-Indianer der Sioux-Familie nannten den Berg Wapiti-Penis, die weißen Pioniere und Siedler gaben ihm den heutigen Namen nach dem englischen Wort für Schornstein.

## Geschichte
1824 etablierten Trapper und Pelzhändler der Rocky Mountain Fur Company, die von St. Louis auf direktem Wege in die Rocky Mountains zogen, eine Route, die entlang dem North Platte River führte. Zwischen Mitte der 1840er Jahre und der Eröffnung der ersten transkontinentalen Eisenbahn 1869 war der Chimney Rock für die Siedler, die entlang des North Platte Rivers auf dem Oregon Trail, California Trail und dem Mormon Trail nach Westen zogen, ein wichtiger Orientierungspunkt dafür, dass sie die Prärien durchquert hatten und die Überquerung der Berge bevorstand. Rund eine halbe Million Menschen zogen in dieser Zeit entlang dem Fluss unter dem Fels vorbei. Auch der Pony-Express verlief auf der Route am Fluss.

## National Historic Site
Chimney Rock wurde am 9. August 1956 als nationale Gedenkstätte vom Typ eines National Historic Sites ausgewiesen und wird von der Nebraska State Historical Society verwaltet. Es gibt ein Besucherzentrum mit Museum zur Geschichte der Indianer und der Siedler, das zu den bedeutenden Museen am Oregon Trail gehört.
Außerdem wurde Chimney Rock ausgewählt, den Staat Nebraska im Jahr 2006 auf dem State Quarter zu repräsentieren.